# Іприт
Іпри́т, біс(2-хло́роети́л)сульфі́д — сульфуроорганічна сполука складу (ClCH2CH2)2S, один з представників ряду іпритів. Іприт вперше був отриманий німецьким хіміком Віктором Меєром в 1886 році. Цьому передували роботи хіміків Деспре (1822), Німана (1859), Гутмана (1860), які досліджували даний клас сполук, проте не виділили її в чистому вигляді.
Чистий іприт є безбарвною маслянистою речовиною без запаху (технічний іприт має часниково-гірчичний запах і жовто-коричневий колір). Погано розчиняється у воді, і необмежено — у багатьох органічних розчинниках.
У 1993 році, в результаті підписання Конвенції про хімічну зброю, використання іприту як хімічної зброї було заборонено. Внесений до списку 1, котрий точно визначає виробництво та обіг небезпечних речовин.

## Історія
Іприт вперше був отриманий німецьким хіміком Віктором Меєром в 1886 році. Цьому передували роботи хіміків Деспре (1822), Німана (1859), Гутмана (1860), які досліджували даний клас сполук, проте не виділили її в чистому вигляді.
Назва іприт походить від назви бельгійського міста Іпр, поблизу якого у ніч проти 13 липня 1917 року німецькими військами було вперше застосовано дану речовину як хімічну зброю.

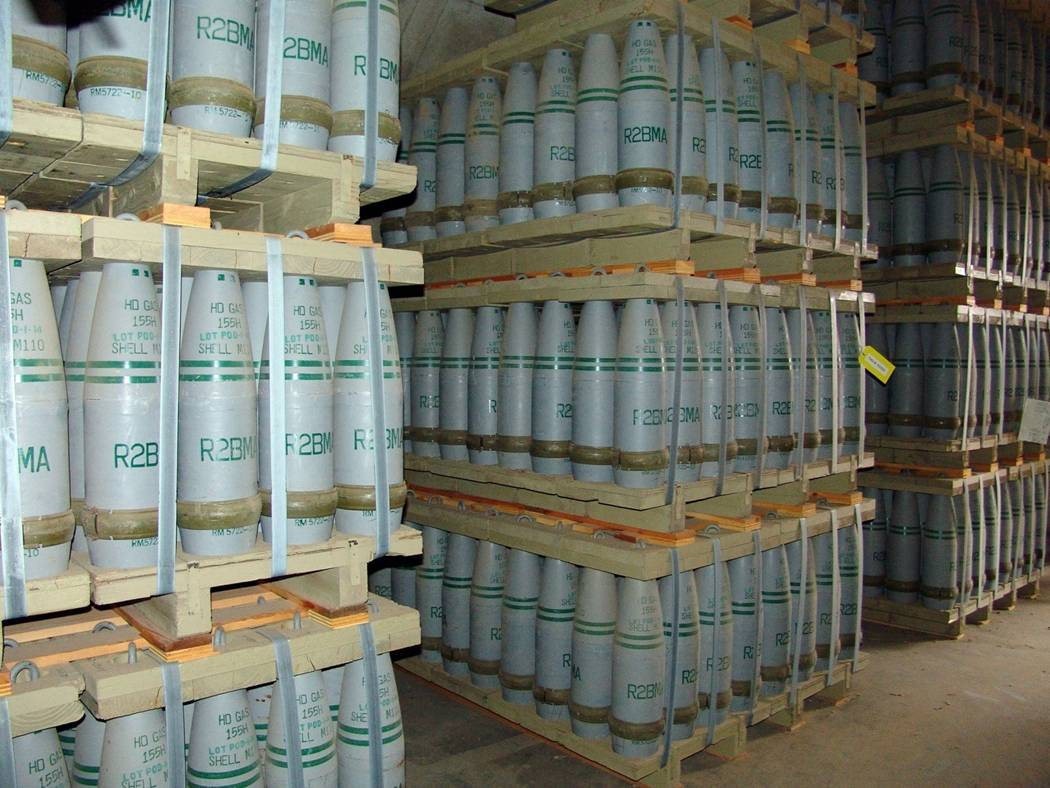
Боєприпаси з іпритом (США)

У часи Першої світової війни іприт застосовувався як бойова отруйна речовина шкірно-наривної дії. Міжнародне позначення іприту як хімічної зброї — HD. Боєприпаси з іпритом у Німеччині позначалися жовтим хрестом (він входить до складу бойової суміші жовтий хрест, нім. Gelbkreuz), у США кодуються двома зеленими кільцями.

### Радянський Союз
В Радянському Союзі виробництво іприту (та фосгену) було налагоджено після 1923 року в місті Чапаєвськ (Самарська область РСФСР) на колишньому хімічному заводі Ушкова спільно з концерном Штольценберг, який діяв за дорученням Рейхсверу. Також на заводі було встановлено лінію для розливу готової речовини у артилерійські снаряди.
30 вересня 1923 року співпраця між Радянським Союзом та Німеччиною була іще більше поглиблена після підписання угоди, згідно якої мало бути створене спільне підприємство АТ «Берсол» для виробництва хімічної зброї. СРСР зобов'язався безперешкодно продавати до Німеччини за собівартістю виготовлені в країні іприт та фосген.
Окрім спільного виробництва з німцями, Радянський Союз налагодив виробництво цієї отруйної речовини й на інших підприємствах. Станом на квітень 1930 року встановлена потужність виробництва іприту на заводі № 1 (згодом реорганізовано у ДержНДІОХТ) в Москві становила до 1800 тон на рік, на заводі № 2 (згодом реорганізовано у завод № 102) в Чапаєвську — до 5000 тон на рік.
Після ратифікації Женевського протоколу Радянський Союз посилив секретність навколо власної програми зі створення хімічної зброї. Тому в 1929 році, за наказом керівника Інституту хімічної оборони (а до того — керівника Військово-хімічним управлінням РСЧА) Якова Фішмана році була запроваджена нова система позначень хімічної зброї у секретному документообігу. Так, іприт отримав позначення «речовина № 6» (рос. вещество №6).
В травні 1936 року, внаслідок розвитку хімічних озброєнь та створення нових рецептур система позначень була вдосконалена. Так, в документах під грифом «секретно» та «совершенно секретно» отруйні речовини мали бути позначені: іприт Левінштейна — «вещество 125», зимовий іприт на основі пропилену — 126, в'язкий іприт — 127, суміш іприту з дифосгеном — 130, суміш іприту з люїзитом — 131.
В період між червнем 1930 року та січнем 1931 року на полігоні «Шихани» відбулась низка спільних з німецькими дослідниками випробувань хімічної зброї, в тому числі — з вмістом іприту. За підсумками цих випробувань та досліджень відбулась спільна наукова конференція.

## Фізичні властивості
Чистий іприт є безбарвною маслянистою рідиною зі слабким запахом касторки, технічний продукт має колір від жовтого до темно-коричневого і різкий запах (часнику або гірчиці). Густина парів по повітрю складає 3,5. Тиск пари при 20 °С — 0,072 мм рт. ст.
Температура плавлення чистої речовини складає 14,5 °C, а в технічного іприту, внаслідок наявності домішок, вона дещо нижча. Для запобігання замерзанню під час Першої світової війни в нього додавали хлоропікрин, хлоробензен, тетрахлорометан.
Погано розчиняється у воді (менше 1%), необмежено розчиняється в оліях, жирах, бензині, гасі, ацетоні, тетрахлорометані, спиртах, хлоропікрині. Змішується з іншими отруйними речовинами: етилдихлороарсином, фенілдихлороарсином, люїзитом.
Леткість іприту: 75 мг/м³ при 0 °C (твердий), 610 мг/м³ при 20 °C (рідкий), 2860 мг/м³ при 40 °C (рідкий).
Не спричиняє корозії при зберіганні його в алюмінієвих контейнерах; латунь швидко кородує при температурі 65 °C. У вологому повітрі технічний іприт із домішками, які утворюються внаслідок його розкладання (сірководень, хлороводень, етилен), спричиняє корозію сталі.

## Отримання
Існує три основних способи синтезу іприту: з оксирану (оксиду етилену), етилену та вінілхлориду.
Синтез із оксирану проводиться за температури 80 °C в дві стадії: сульфуванням за допомогою сірководню або гідросульфідів для отримання тіодигліколю, а згодом — хлоруванням сполуки:
Після вакуумної дистиляції отримують іприт з чистотою 95%. Вихід синтезу складає 90%. Цей спосіб вперше був проведений німецьким хіміком В. Меєром у 1886 році.
Синтез іприту з етилену і хлоридів сірки розроблявся за часів Першої світової війни, а також після її закінчення. Переважним способом отримання є реакція з SCl2:
Хлорид сірки(II) зазвичай має домішки дихлорополісульфідів (S2Cl2, S3Cl2, S5Cl2), тому кінцевий продукт може бути забруднений хлороетилполісульфідами (ClCH2CH2)2Sx. Наявний у реакційній суміші вільний хлор може утворювати поліхлоровані домішки.
Отримання іприту з вінілхлориду є найбільш доцільним з огляду на легкість протікання реакції — вона відбувається вже за кімнатної температури (15–25 °C):
{\displaystyle \mathrm {H_{2}S+2CH_{2}CHCl\longrightarrow (ClCH_{2}CH_{2})_{2}S} }
Як ініціатори реакції використовують органічні пероксиди та ультрафіолетове випромінювання. Реакція відбувається протягом 10 хвилин із виходом продукту близько 75%. При використанні замість сірководню 1-меркапто-2-хлороетану HSCH2CH2Cl вихід реакції наближується до 100%.

## Хімічні властивості
Іприт повільно гідролізується із утворенням хлоридної кислоти і тіодигліколю:
{\displaystyle \mathrm {(ClCH_{2}CH_{2})_{2}S+2H_{2}O\rightleftarrows 2HCl+(HOCH_{2}CH_{2})_{2}S} }
Він слабко розчиняється у воді, тому може не зазнавати гідролізу тривалий час. Процес гідролізу прискорюють підвищення температури і присутність лугів.
Однією з найважливіших реакції є дія уротропіну під час гідролізу: продуктом взаємодії утворюваної хлоридної кислоти з уротропіном є формальдегід, який сприяє загоєнню ран:
{\displaystyle \mathrm {2(ClCH_{2}CH_{2})_{2}S+10H_{2}O+(CH_{2})_{6}N_{4}\longrightarrow 4NH_{4}Cl+6HCHO+2(HOCH_{2}CH_{2})_{2}S} }
Внаслідок дії сильних окисників (перманганату калію,кислоти хрому, нітратної кислоти, гіпохлоритів), сульфід окиснюється до сульфоксиду, а згодом — до сульфону:
{\displaystyle \mathrm {(ClCH_{2}CH_{2})_{2}S\ {\xrightarrow {[O]}}\ (ClCH_{2}CH_{2})_{2}SO} }
{\displaystyle \mathrm {(ClCH_{2}CH_{2})_{2}SO\ {\xrightarrow {[O]}}\ (ClCH_{2}CH_{2})_{2}SO_{2}} }
Попри те, що продукти окиснення також є отруйними речовинами, цей спосіб застосовується для дегазації, тому як вони є кристалічними речовинами і не чинять впливу на шкіру.
Подібно до інших тіоетерів, іприт здатен утворювати з солями металів сульфонієві сполуки. Утворювані комплекси мають характерне забарвлення, а іноді і низьку розчинність, тому інколи застосовуються в аналітичній хімії. Частіше реакція проводиться із галогенідами важких металів: йодидами і хлоридами міді, цинку, титану, платини, золота:
{\displaystyle \mathrm {(ClCH_{2}CH_{2})_{2}S+AuCl_{3}\longrightarrow [Cl_{2}AuS^{+}(CH_{2}CH_{2}Cl)_{2}]Cl^{-}} }

## Токсичність

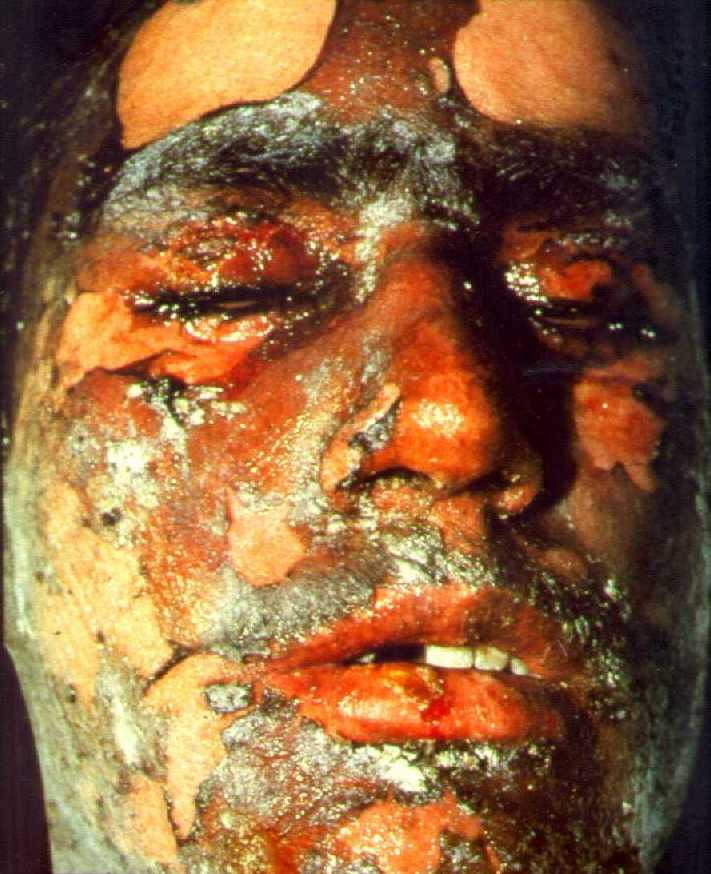
Опіки шкіри під дією іприту (Ірак, 1980)

Токсична дія іприту полягає в ушкодженні очей, шкіри, дихальних шляхів. Симптоми отруєння проявляються із прихованим періодом у дві години, але за спекотної погоди і вологої шкіри вони з'являються одразу. Наслідком контакту з речовиною є поява пухирців із жовтуватою рідиною, які довго загоюються і залишають рубці. При концентрації іприту у повітрі 0,03 мг/л  смерть настає протягом 2–5 хвилин.
Речовина швидко проникає у будівельні матеріали, поглинається текстилем, гумою, папером, тому отруєння можливе і при контакті з зараженими предметами.
Іприт діє на організм людини як інгаляційна і контактна отрута: краплі та аерозолі іприту вражають дихальні шляхи, шкіру, очі.
Речовина здатна проникати до організму крізь шкіру. Ця здатність залежить від температури довкілля: при 21–23 °C проникання складає 1,4·10−3 мг/(см²·хв), при вищих — близько 2,7·10−3 мг/(см²·хв). Проникнення в організм іприту у кількості 6·10−3 у половині випадків спричиняє появу пухирів. Утворення невеликих еритем відбувається при дозі 0,01 мг/см² шкіри, великих — при дозі понад 0,5 мг/см². Очі уражаються навіть іпритом невеликої концентрації: його дія при концентрації 1,2·10−3 мг/л протягом 45 хвилин спричиняє запалення очей, спазми повік, світлобоязнь, які тривають до 4 тижнів.
Дія іприту у концентрації 0,03 мг/л протягом 2–5 хвилин є летальною. Концентрація 0,01 мг/л є небезпечною у разі впливу протягом 15 хвилин і призводить до сильних ушкоджень очей, шкіри.
Контакт іприту зі шкірою спершу не викликає ніяких неприємних відчуттів. Протягом перших 2–5 хвилин він проникає крізь шкіру, далі розчиняється у підшкірному жирі і згодом, через 20–30 хвилин, повністю всмоктується і потрапляє в кров. Після всмоктування настає прихований період тривалістю від 2 годин до доби залежно від дози, температури і вологості повітря, структури і вологості шкіри. У спекотну погоду, в разі гарячої, вологої шкіри або ніжних її ділянок, період прихованої дії значно скорочується і може бути майже відсутнім.

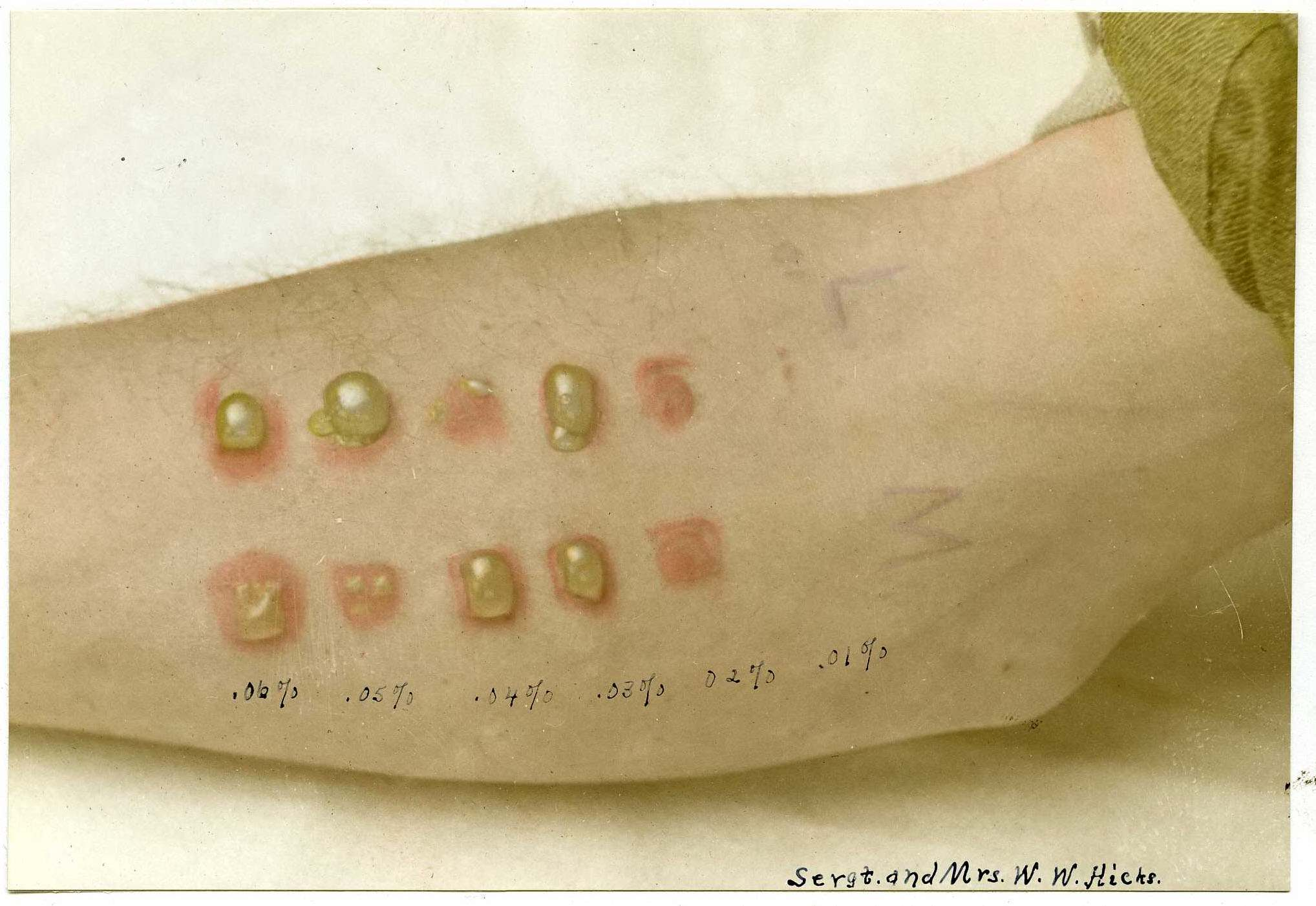
Тест іприту на шкірі

Перші ознаки ураження після закінчення періоду прихованої дії проявляються у вигляді свербіння, печіння і почервоніння шкіри (еритеми) у місцях контакту з рідким або газоподібним іпритом. Шкіра натягується, стає сухою і теплою. При невеликих дозах ці явища через кілька діб проходять. При більш високих дозах розвивається набряклість, по краях якої через 16–30 годин після контакту з отрутою з'являється безліч дрібних пухирців. Надалі вони зливаються в більші або один великий пухир з безбарвною або жовтуватою рідиною. Бульбашки прориваються і на шкірі утворюються болючі іпритові виразки, загоєння яких може тривати понад 2 місяці. Вторинна інфекція може призвести до гнійних запалень уражених ділянок шкіри. На їх місці залишаються рубці.

### Вплив і захист
Коли під час Першої світової війни використовувався іприт, від нього загинуло менше 5 % людей, які зазнали зараження та отримали медичну допомогу.
Дія рідкого іприту з більшою ймовірністю, може призвести до опіків другого та третього ступеня з подальшим рубцюванням, ніж вплив парів іприту. Великий опік шкіри може спричинити смерть.
- Тривале вдихання пари може викликати хронічне респіраторне захворювання, повторні респіраторні інфекції або навіть, заподіяти смерть.
- Величезна дія на очі може призвести до незворотної сліпоти.
- Вплив сірчистого іприту може збільшити ризик розвитку раку легень та органів дихання.
- Якщо хтось проковтнув іприт, НЕ треба викликати блювання. Потрібно дати людині випити свіжої води або молока, якщо вона може ковтати та негайно звернутися за медичною допомогою.
- Дихальні шляхи: нежить, чхання, захриплість, кров з носа, біль у носових пазухах, задишка та кашель протягом 12–24 годин за помірної дії іприту, та впродовж 2–4 годин у разі сильної дії.
- Травна система: біль у животі, діарея, гарячка, нудота та блювання.
- Кістковий мозок: зниження утворення клітин крові (апластична анемія) або зниження кількості еритроцитів або лейкоцитів та тромбоцитів (панцитопенія), що призводить до слабкості, кровотеч та інфекцій.[7]

Основним захистом від іприту, зокрема очей, обличчя та дихальних шляхів, є протигаз. Після потрапляння на бавовняний одяг іприт за три години повністю просочує його, що може згодом спричинити додаткові ураження. Для запобігання потраплянню сполуки на одяг та під нього, користуються спеціальними захисними костюмами.
Для обробки шкіри (усунення незначних крапель іприту), одягу або предметів, що стикалися з іпритом, можуть застосовуватися окисники та агенти хлорування (гіпохлорити, хлорне вапно, хлороаміди).
Найважливішою допомогою для постраждалого, є виведення іприту з організму. Вплив іприту лікується наданням потерпілому медичної допомоги, щоби звести до мінімуму наслідки зараження. Хоча протиотрути від сірчистого іприту немає, його вплив зазвичай не призводить до летального результату.

#### Попереджувальні заходи
Профілактичні заходи щодо впливу іприту на різних етапах (до, під час та після хімічних атак), є важливими та пов’язані з наявністю чи відсутністю сприятливих факторів. Чинниками, які провокують зараження іпритом, можуть бути: висока температура довкілля, відсутність вітру в зоні нападу, жіноча стать та молодий вік, біла раса (світлий колір обличчя), стрес, надмірне потовиділення, жирна шкіра, високий рН шкіри, шкірні згортки та тонкі ділянки тіла, шкірні інфекції, попередній дерматит, тривалість впливу, кількість отрути, більш широкий контакт з отрутою, подряпини та розминання ураженої ділянки шкіри.
Важливе правильне навчання людей, особливо військових і сил пасивної оборони. Зміст таких навчань може бути зосереджений на ранньому виявленні ознак хімічних атак, перших потрібних критичних заходах, самозахисті, правильному переміщенні постраждалих, реанімації пацієнтів та спілкуванні з органами влади для узгоджених дій. Слід зазначити, що люди не повинні зазнавати зайвих переживань під час таких подій.
Перші профілактичні заходи відразу після нападу можуть передбачати:
- Використання штатних захисних пристроїв, зокрема стандартних протигазів і вітрозахисних пристроїв; а саме, у разі підвищеної швидкості застосування засобів захисту, тяжкість очних та легеневих уражень може значно зменшитися.[8]
- Використання тонкої фактури і, якщо можливо, пластикового одягу.

Згідно з оприлюдненими дослідженнями, іприт може просочуватися крізь звичайний або навіть шкіряний одяг і, таким чином, за кілька хвилин досягати тканин організму. Натомість гумова оболонка може хоча б на кілька годин захистити тіло.
- Підняття на узвишшя.

Оскільки іприт важчий за повітря, під час нападу бійці можуть піднятися на висоту щонайменше 10 метрів над землею в зоні ураження.
- Якнайшвидше знімання одягу.

Сірчаний іприт може залишатися в рідкому вигляді на забрудненому одязі та інших пристроях протягом багатьох годин або навіть днів і може впливати на біологічні тканини. Тому після зараження весь забруднений одяг слід видалити з тіла в найкоротші терміни і знищити. Для зняття одягу можна використовувати пластикові рукавички. Рятувальники та медичний персонал піддаються ризику несприятливих наслідків, особливо щодо утворення пухирів на шкірі, якщо їхні тіла чи одяг стикаються із зараженими жертвами. Якщо можливо, запечатайте одяг у цупкому пластиковому пакеті, а потім помістіть цей пакет у другий пластиковий пакет.
- Негайне миття тіла.

Уражені люди повинні якомога швидше вимити власне тіло великою кількістю свіжої та чистої (не зараженої іпритом) води. У цих умовах використання пересувних цистерн або транспортних засобів з чистою водою та душами може бути дуже корисним. Також у найближчому безпечному місці для лікувально-реабілітаційних закладів навколо зони бойових дій, можуть бути створені польові центри, обладнані чистою водою. Корисно також промивання шкіри 0,5 % побутовим відбілювачем.  Очі слід промивати водою протягом 5-10 хвилин. НЕ закривайте очі пов'язками, але захистіть їх темними або захисними окулярами.
- Евакуація постраждалих.

З використанням відповідного захисного спорядження, поранених людей слід перевезти до районів з вологим кліматом.